# Sea-based X-band Radar

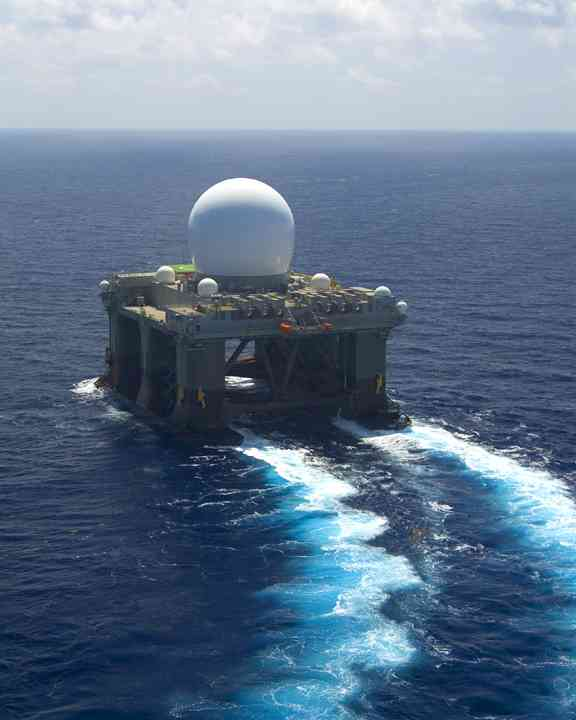
Le Sea-Based X-Band Radar

Le Sea-Based X-Band Radar (radar marin en bande X, en français) ou SBX-1 est une station radar à antenne active flottante et mobile, capable de fonctionner par grand vent et mer forte. Il fait partie du Ballistic Missile Defense System américain. Son numéro IMO est 8765412.
Le radar utilisant la bande X est monté sur une plate-forme pétrolière semi-submersible de 5e génération CS-50, conçue en Norvège et construite en Russie. Le radar, développé par Raytheon, a été ajouté dans les chantiers navals d'Ingleside (Texas) à partir de 2002. Entré en service opérationnel en 2006, l'ensemble est basé à l'île Adak, dans les Îles Andreanof en Alaska, mais est susceptible d'être positionné en tout point du Pacifique de manière à détecter le passage de missile balistique.
En février 2008, le radar a été placé près des Îles Hawaï, afin d'assurer un suivi de l'interception par missile du satellite USA 193.
En avril 2013, les Américains ont annoncé le déploiement du radar afin de détecter tout tir éventuel de missile par la Corée du Nord.

## Caractéristiques
- Longueur : 116 mètres
- Hauteur : 85 mètres (de la quille au sommet du radar)
- Coût : 900 millions de $
- Équipage : 75-85 personnes
- Portée du radar : information classifiée, probablement 5 000 km pour un missile balistique intercontinental

## Photos

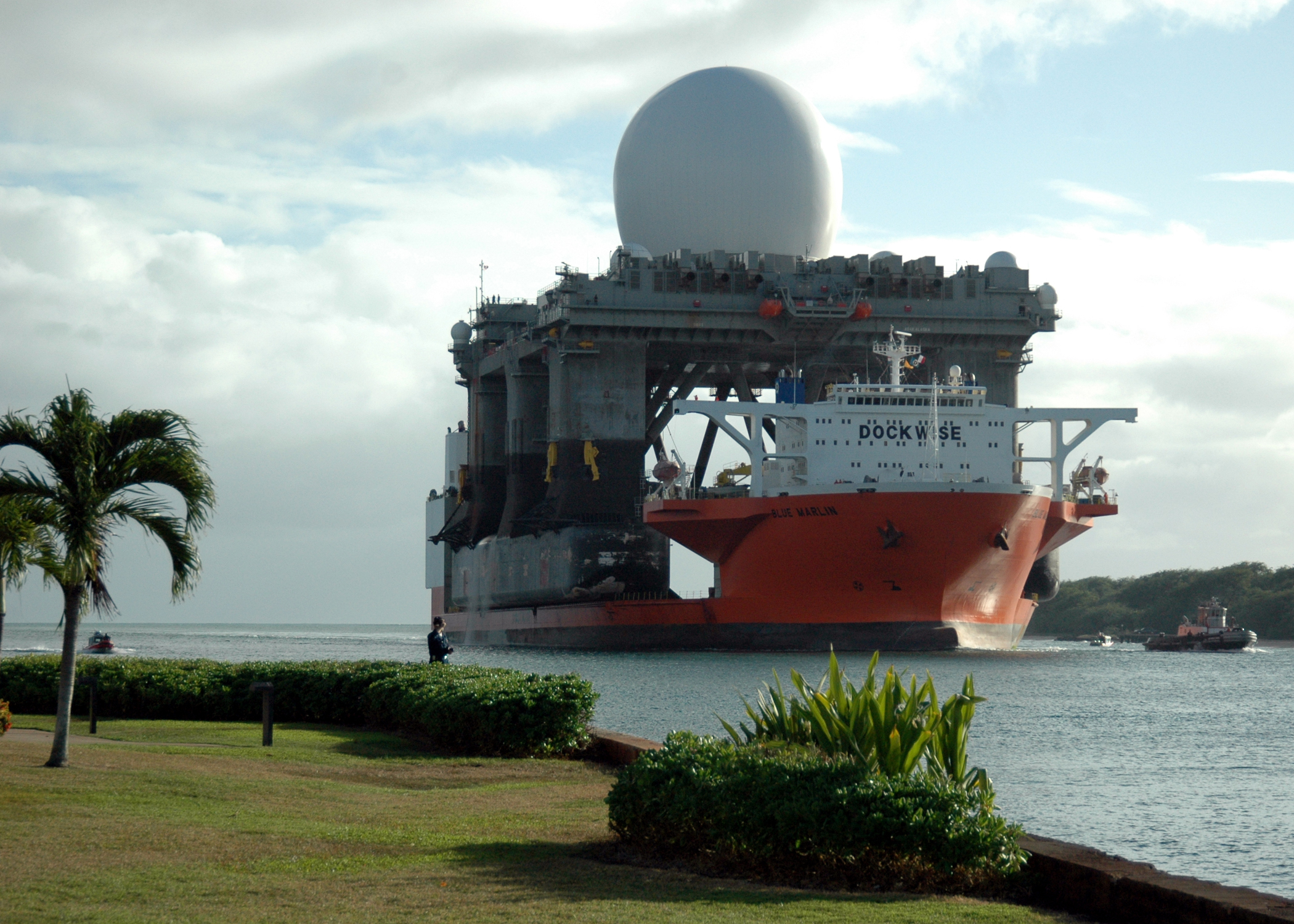
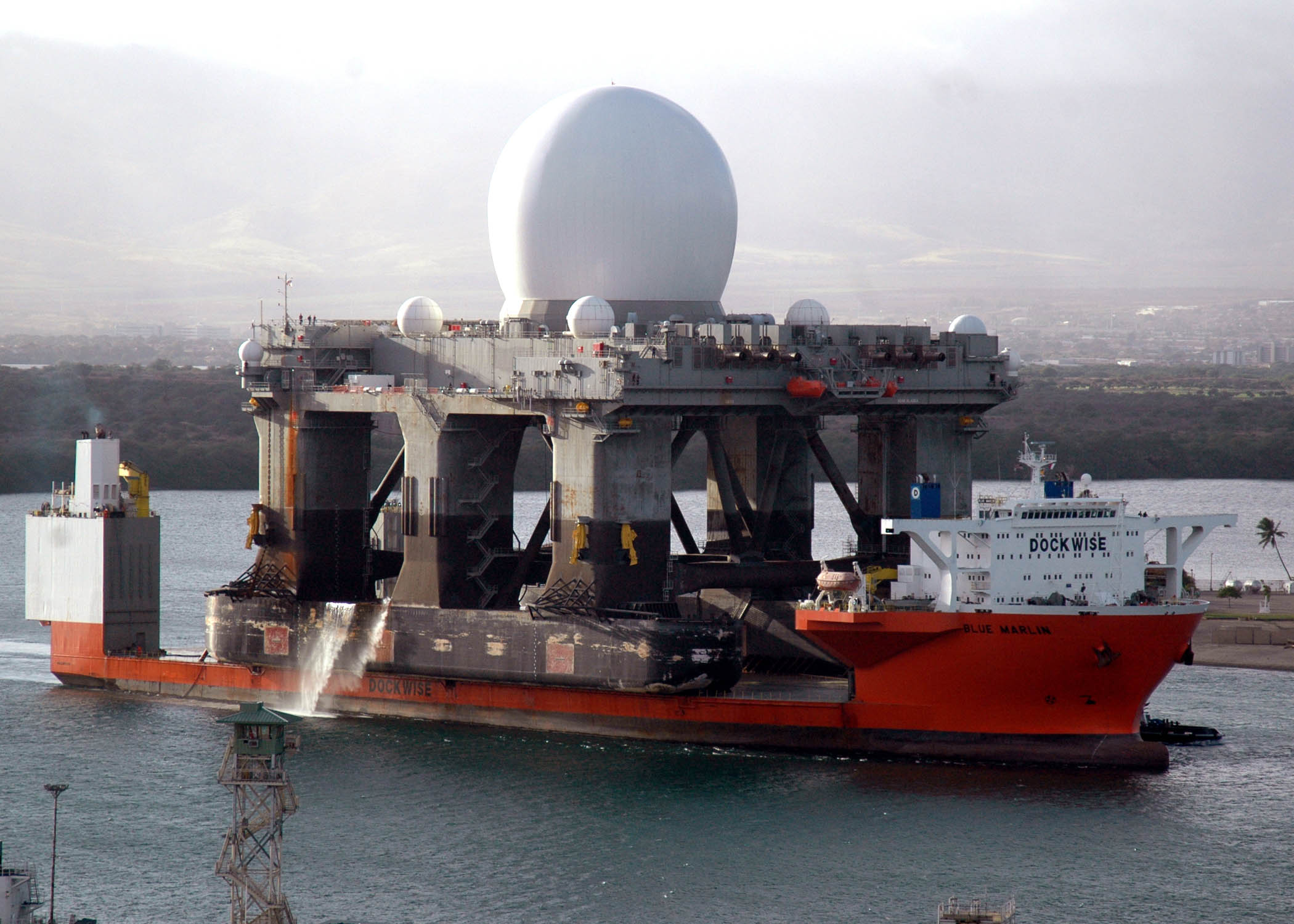
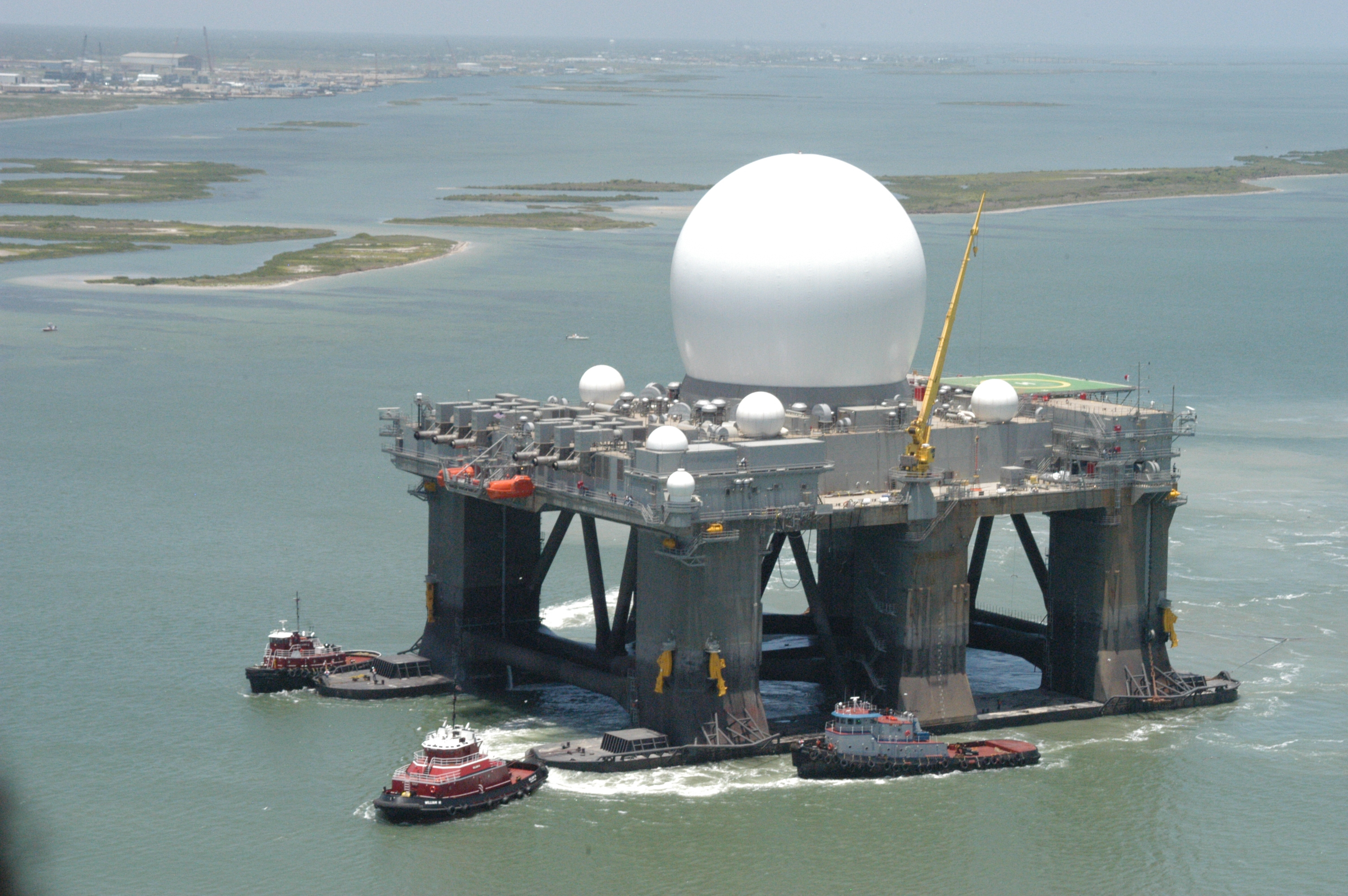
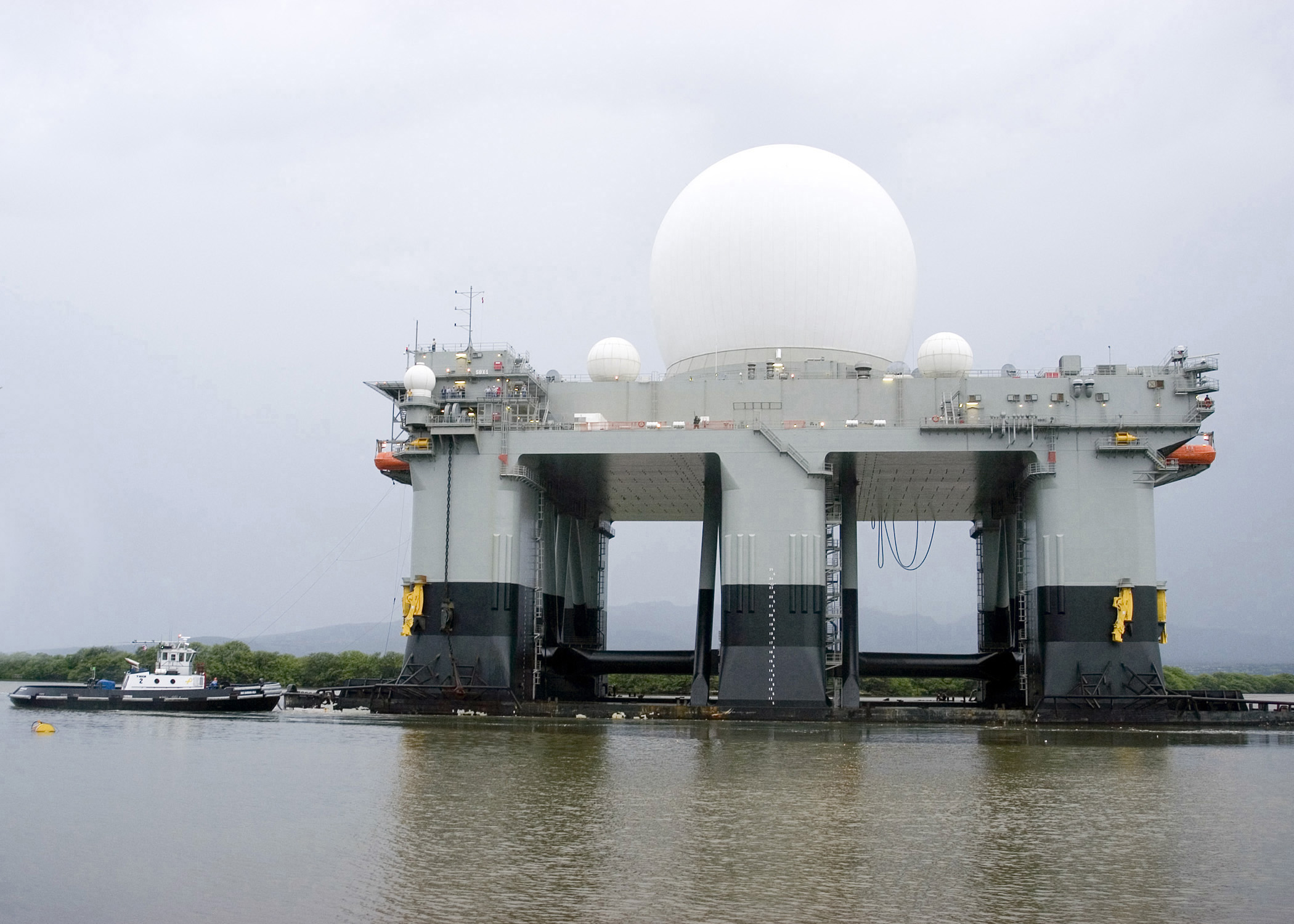